# United Kennel Club
Der United Kennel Club (UKC) ist ein Dachverband für Hundezucht und Hundesport, der ursprünglich aus den USA stammt, mittlerweile jedoch auch in anderen Ländern aktiv ist. Er ist der größte und älteste derartige Verband außerhalb von FCI, KC und AKC. Sein Rechtssitz befindet sich in Kalamazoo im US-Bundesstaat Michigan.

## Geschichte
Der UKC wurde 1898 von Chanucy Bennet gegründet. Die Gründung entsprang dem Bedürfnis, eine Registrierung für American Pit Bull Terrier einzuführen, da diese Rasse vom American Kennel Club nicht anerkannt wurde. In der Folge wurden zunächst auch einige Jagdhunderassen aus der Familie der Coonhounds anerkannt und die Liste der anerkannten Rassen mit der Zeit kontinuierlich erweitert.

## Rassen
Heute anerkennt der UKC insgesamt 439 verschiedene Hunderassen. Die fünf am häufigsten registrierten Rassen sind Treeing Walker Coonhound, American Pit Bull Terrier, Bluetick Coonhound, American Black and Tan Coonhound und English Coonhound. Insgesamt registriert der UKC pro Jahr nach eigenen Angaben etwa 250'000 Rassehunde.

## Aktivitäten
Der UKC organisiert Wettbewerbe in Agility, Hundeausstellungen, Obedience, Field Trials und andere Veranstaltungen.